# Савина, Мария Гавриловна
Мария Гаври́ловна Са́вина (30 марта [11 апреля] 1854, Каменец-Подольский — 8 [21] сентября 1915, Петроград) — русская актриса. Заслуженная артистка Императорских театров.

## Биография
Дочь провинциальных актёров Г. Н. и М. П. Подраменцовых (по сцене — Стремляновы). Родилась в Каменец-Подольске, училась в одесской гимназии. Выступала на сцене с 8 лет.

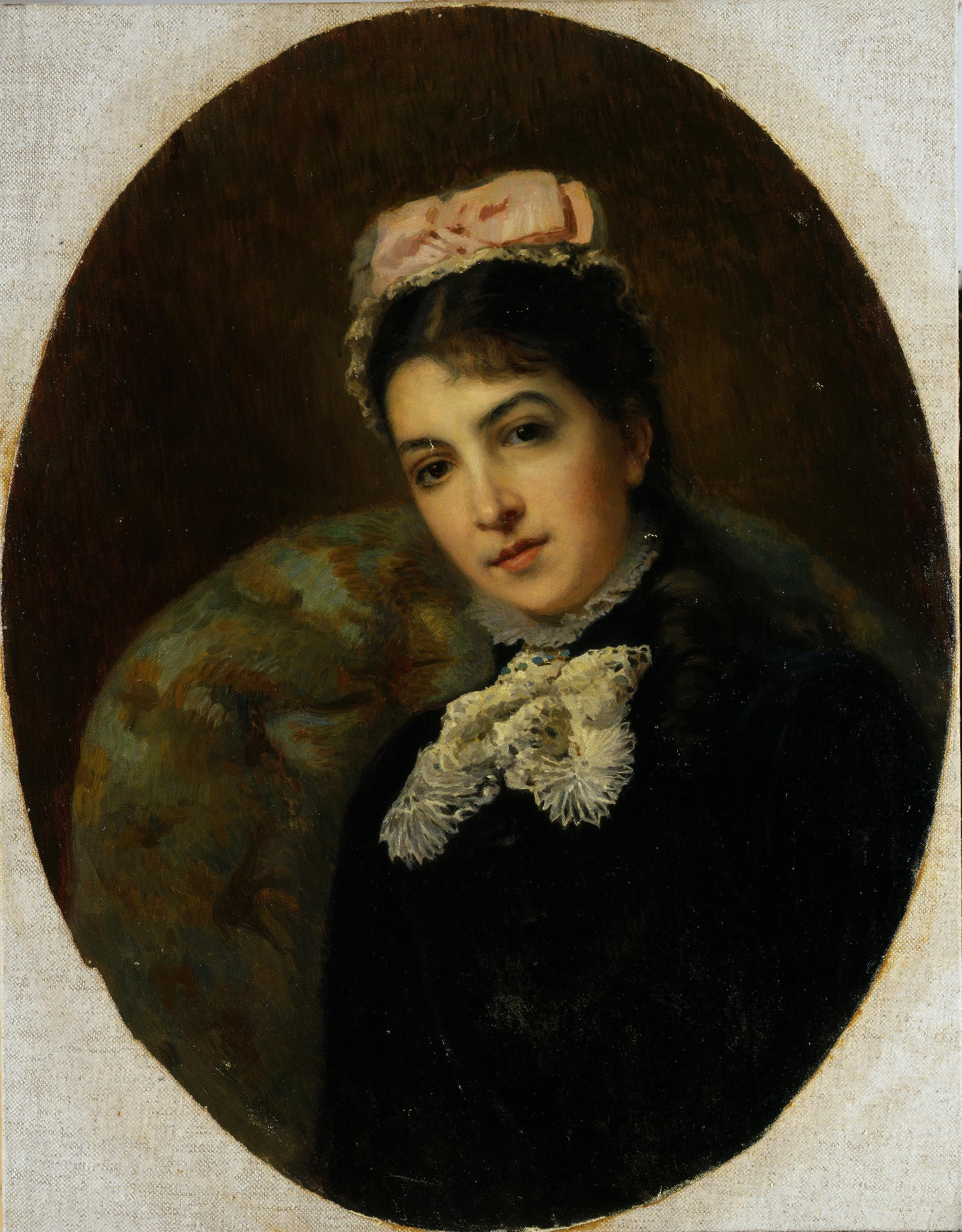
К. Е. Маковский (?). Портрет Марии Савиной, после 1875

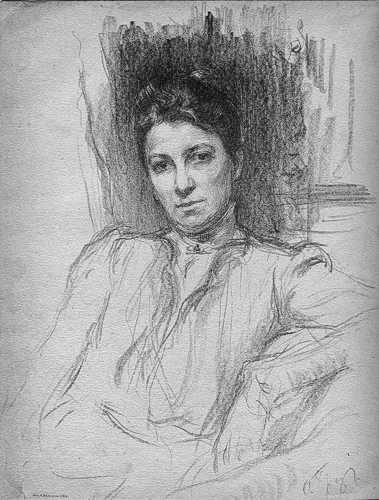
О. Э. Браз. Карандашный портрет Марии Савиной, 1900

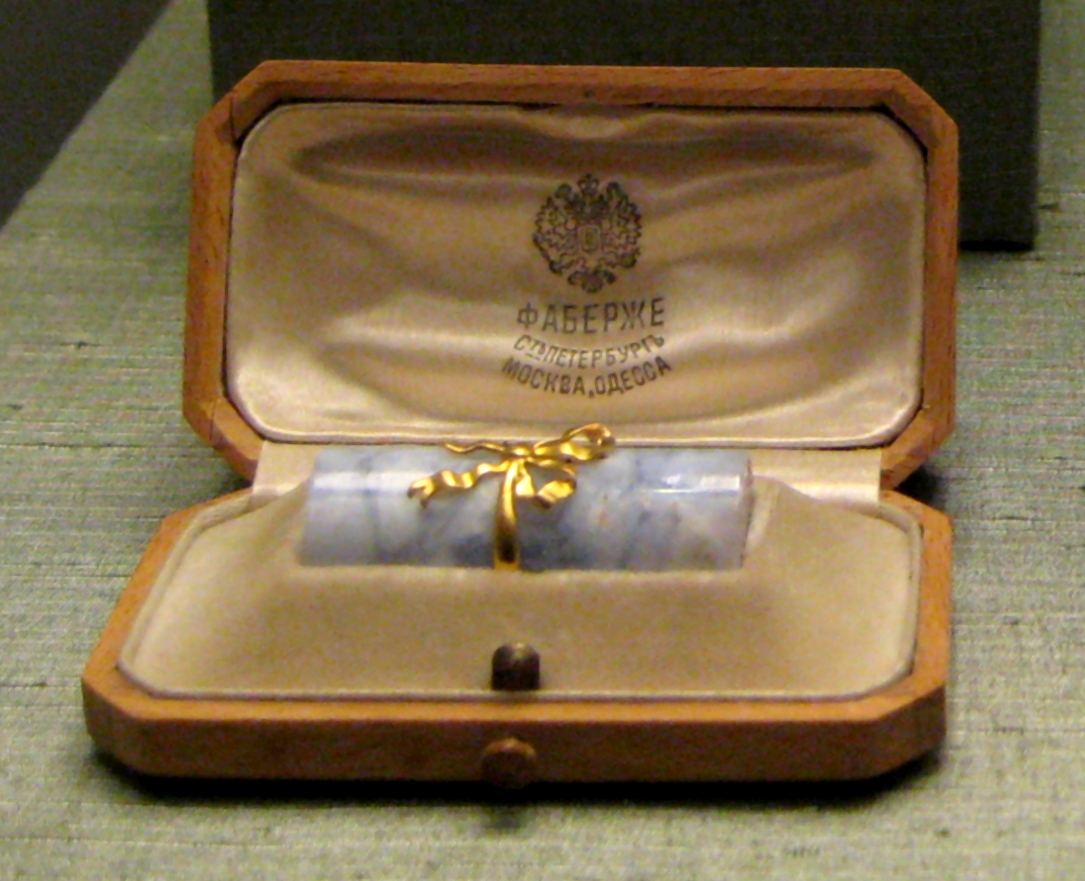
Фирма К. Фаберже, мастер Эрик Коллин. Печать с монограммой МС в футляре, 1904—1908

В 1869 году дебютировала в Минске, в пьесе «Бедовая бабушка». В свой первый бенефис (1869) играла роль Полиньки в пьесе «Доходное место» А. Н. Островского. С 1870 года — в харьковской труппе М. В. Лентовского. Вышла замуж за актёра Н. Н. Савина (настоящая фамилия Славич). Затем служила в Нижнем Новгороде. Актёрское мастерство Савиной преподавала А. И. Шуберт, ученица М. С. Щепкина. Влияние на Савину также оказал антрепренёр и актёр П. М. Медведев, с труппой которого актриса побывала в Казани, Саратове и Орле (до 1872 года). Играла в водевилях, опереттах и комедиях. С 1873 года Савина — ведущая актриса саратовского театра. По утверждению В. А. Шомпулева, в этот период её карьере особенно способствовал миллионер и банкир А. П. Коваленко, которому впоследствии, после его разорения, сама актриса «отплатила самой чёрной неблагодарностью».
В 1874 году Савина приехала в Петербург, где после блестящего дебюта на сцене Благородного собрания была приглашена в Александринский театр. Дебютировала там в роли Кати в пьесе «По духовному завещанию», вскоре заняла лидирующее место в труппе. Начиная с комедии «Правда — хорошо, а счастье лучше» (1876), А. Н. Островский доверял ей исполнение главных ролей почти во всех своих новых пьесах.
Отличительными чертами таланта Савиной были поэтическая женственность, искренняя весёлость наряду с глубоко трогающим драматизмом, развитая до высокой степени совершенства мимика. 17 января 1879 года Мария Савина отлично сыграла впервые роль Верочки в спектакле «Месяц в деревне» по пьесе И. С. Тургенева; потрясённый автор пришёл в её грим-уборную с букетом роз и воскликнул: «Неужели эту Верочку я написал?!»
В 1883—1884 годах актриса была председателем Русского театрального общества. В 1896 году по её инициативе было организовано Убежище для престарелых артистов (ныне — Дом ветеранов сцены Всероссийского театрального общества). Также Савина была в числе инициаторов I Всероссийского съезда сценических деятелей (1897). В 1899 году актриса получила звание «Заслуженной артистки Императорских театров»; в том же году дала несколько представлений в Берлине и Праге, где была принята с успехом.
24 февраля 1910 года в Александринском театре прошли юбилейные торжества в честь 40-летия театральной деятельности Савиной М. Г.
В ночь на 8 (21) сентября 1915 года в Петрограде актриса потеряла сознание, а уже утром её не стало. Известную актрису хоронил весь Петроград — из особняка Савиной на набережной Карповки гроб на руках вынесли старейшие артисты Александринского театра. Процессия двинулась к театру, по пути трамвайное движение остановилось. По завещанию Савину похоронили не на Серафимовском кладбище (где могилы её отца, сестры и брата), а у храма Николая Чудотворца при Убежище престарелых сценических деятелей на Петровском острове Петрограда. Убежище после этого переименовали в Дом ветеранов сцены и присвоили имя Марии Савиной. В 1921 году рядом с женой был похоронен её третий муж А. Е. Молчанов.

## Репертуар
Репертуар Савиной очень богат и разнообразен: это роли самого противоположного свойства, от наивных и шаловливых девочек в лёгкой драматургии современников до крупных комических или истинно драматических типов в произведениях Гоголя («Ревизор»), Островского («Последняя жертва», «Бесприданница», «Невольницы» и др.), А. Потехина («Виноватая» и др.), Тургенева («Месяц в деревне», «Провинциалка») Лопе де Вега («Собака садовника»), Шекспира («Укрощение строптивой»).
Зарубежные драматурги того времени, такие как Ибсен и Зудерман также нашли в ней прекрасную исполнительницу; многие из русских писателей того времени были обязаны главным образом ей успехом своих произведений.

## Личная жизнь
Первый муж (1870-е) — актёр и антерпренер Николай Савин (1840—1906).
После пятилетнего романа Савина в 1882 году оформила брак с офицером Никитой Всеволожским (1846—1896), сыном богача и заядлого театрала. Муж быстро прокутил свою часть отцовского состояния и к моменту развода оставил Савину обременённой долгами.
С 1910 года гражданский муж — Анатолий Евграфович Молчанов (1856—1921) — меценат, глава Русского общества пароходства и торговли, председатель Императорского российского театрального общества. Познакомился он с актрисой в 1895 году. В 1905 году Молчанов поручил архитектору Михаилу Гейслеру строительство особняка на улице Литераторов, д. 17, где после окончания работ жил вместе с Марией Гавриловной. По инициативе Молчанова в 1918—1925 годах в здании работал мемориальный музей актрисы.

## Наиболее значительные роли

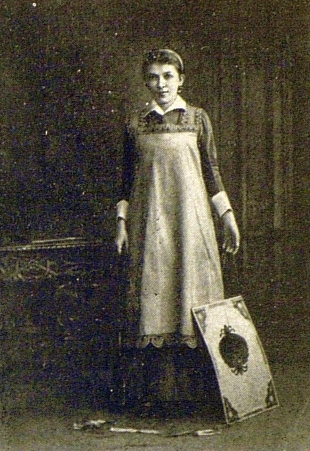
М. Г. Савина в роли Верочки. «Месяц в деревне». 1879 г.
М. Г. Савина в роли Марьи Антоновны в бессмертной комедии Н. В. Гоголя «Ревизор»
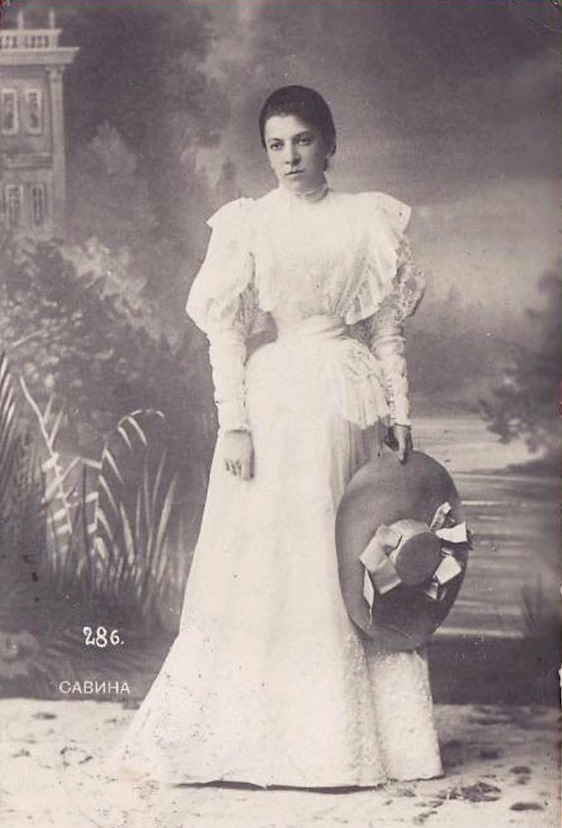
М. Г. Савина в роли Натальи Петровны. «Месяц в деревне». 1893 г.
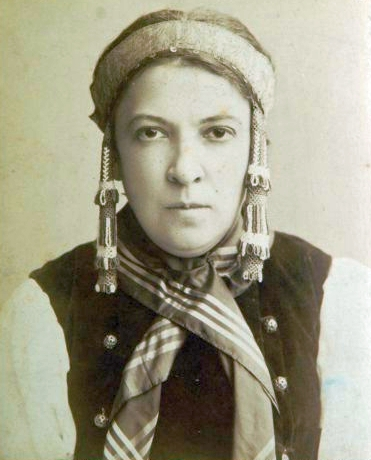
М. Г. Савина в роли Акулины в спектакле «Власть тьмы» на сцене Александринского театра. 1895 г.

- «Майорша» И. В. Шпажинского — Феня
- «Воспитанница» А. Н. Островского — Надя
- 1874 — «Трудовой хлеб» А. Н. Островского — Наташа
- 1876 — «Правда — хорошо, а счастье лучше» А. Н. Островского — Поликсена
- 1877 — «Последняя жертва» А. Н. Островского — Юлия Тугина
- 1879 — «Дикарка» А. Н. Островского — Варя
- 1879 — «Месяц в деревне» И. С. Тургенева — Верочка
- 1881 — «Ревизор» Н. В. Гоголя — Марья Антоновна
- 1880-е — «Чад жизни» Б. М. Маркевича — Ольга Ранцева
- 1880-е — «Симфония» М. И. Чайковского — Елена Протич
- 1880-е — «Цепи» А. И. Сумбатова-Южина — Нина Волынцева
- 1895 — «Власть тьмы» Л. Н. Толстого — Акулина
- 1899 — «Сердце не камень» А. Н. Островского — Вера Филипповна
- 1903 — «Месяц в деревне» И. С. Тургенева — Наталья Петровна
- 1912 — «Ревизор» Н. В. Гоголя — Анна Андреевна
- 1915— «Зеленое кольцо» З. Н. Гиппиус — Елена Ивановна

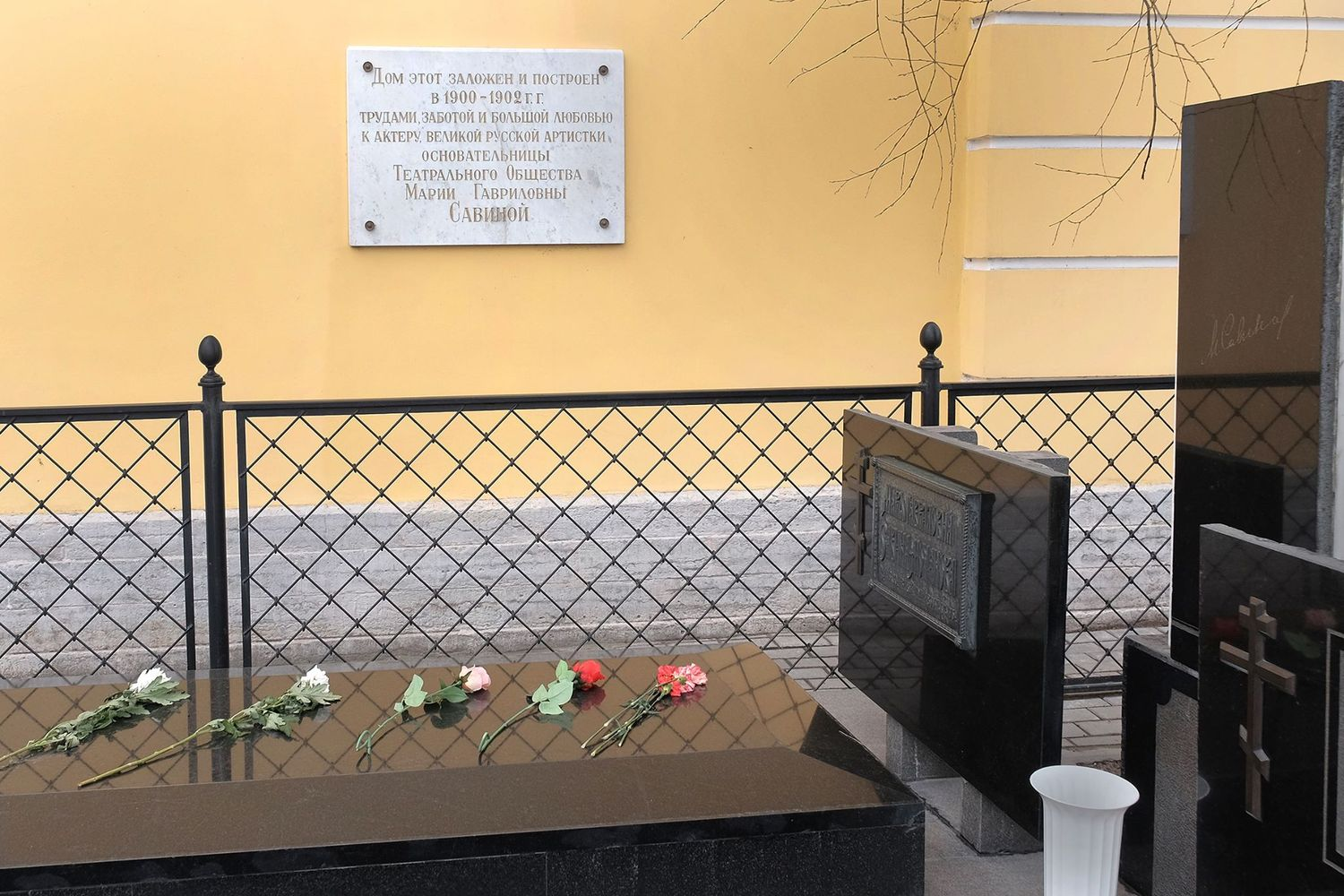
Дом ветеранов сцены Всероссийского театрального общества, где рядом — могила Савиной М. Г.

## Память
20 сентября 1965 года в честь Савиной Мария Гавриловны названа улица Петроградском р-н Санкт-Петербурга.
Мемориальная табличка на доме где жила и умерла Савина — ул. Литераторов, 17.
Мемориальная табличка Петровский проспект, 13: «Дом этот заложен и построен в 1900—1902 гг. трудами, заботой и большой любовью к актеру великой русской артистки, основательницы Театрального Общества Марии Гавриловны Савиной». Установлена в 1958.
Памятник М. Г. Савиной. Бронзовый бюст на постаменте из розового, полированного гранита установлен у дома ветеранов сцены, основанного в 1885 г. великой актрисой как «Убежище для престарелых артистов». На бюсте с тыльной стороны можно видеть автограф автора, недавно ушедшей из жизни М. Т. Литовченко, и дату открытия памятника: Литовченко 1995. На памятной доске начертано: «Марии Гавриловне / Савиной». Петровский проспект, д.13.
Убежище для престарелых артистов (Дом ветеранов сцены им. М. Г. Савиной), созданный в 1895 по инициативе Савиной после смерти получил её имя. Петровский проспект, 13.

## Адреса вСанкт-Петербурге—Петрограде
- 1908 — 8 (21) сентября 1915 — ул. Литераторов, 17[13].
- Дом ветеранов сцены им. М. Г. Савиной (улица Савиной, дом 1), около которого она похоронена.
- Проживала в Канонерской слободе г. Сестрорецка.

## Архив
Крупный фонд М. Г. Савиной хранится в Российском государственном архиве литературы и искусства. Он насчитывает 1669 единиц хранения и охватывает период с 1859 по 1918 год. Основу фонда составляют обширные переписки (свыше 1200 корреспондентов), рукописи (наброски пьесы, воспоминания о себе, о С. Бернар, Н. А. Котляревском, А. С. Суворине, И. С. Тургеневе, Г. Н. Федотовой и др.), записные книжки, фото в ролях и жизни, имущественно-хозяйственные материалы, а также рукописи В. П. Далматова.